# Tomasz Brożyna
Tomasz Brożyna (Bieliny, 19 settembre 1970) è un dirigente sportivo ed ex ciclista su strada polacco.

## Palmarès

### Strada
- 1990 (Dilettanti, una vittoria)

5ª tappa - parte a Tour de Pologne (Jaworze > Gębiczyna, cronometro)
- 1991 (Dilettanti, una vittoria)

Classifica generale Wyścig Solidarności i Olimpijczyków
- 1994 (Dilettanti, due vittorie)

Classifica generale Tour of Hawaii
2ª tappa Regio-Tour (Wehr > Wehr)
- 1995 (Dilettanti, una vittoria)

Classifica generale Małopolski Wyścig Górski
- 1996 (US Postal Service-Montgomery, due vittorie)

Classifica generale Wyścig Solidarności i Olimpijczyków
Classifica generale Redlands Classic
- 1998 (Mróz, due vittorie)

Classifica generale Wyścig Solidarności i Olimpijczyków
Campionati polacchi, Prova in linea Elite
- 1999 (Mróz, sei vittorie)

9ª tappa Corsa della Pace (Rehau > Weimar)
2ª tappa Wyścig Solidarności i Olimpijczyków (Bieliny > Stalowa Wola)
3ª tappa Wyścig Solidarności i Olimpijczyków (Stalowa Wola > Nisko, cronometro)
Classifica generale Wyścig Solidarności i Olimpijczyków
Classifica generale Małopolski Wyścig Górski
Classifica generale Tour de Pologne
- 2000 (Banesto, una vittoria)

Classifica generale Route du Sud
- 2003 (CCC-Polsat, una vittoria)

3ª tappa Wyścig Solidarności i Olimpijczyków (Pszczyna > Bielsko-Biała)
- 2004 (Action-ATI, due vittorie)

2ª tappa Tour de Beauce (Saint-Joseph-du-Lac > Saint-Joseph-du-Lac)
Classifica generale Tour de Beauce

#### Altri successi
- 2002 (iBanesto.com)

3ª tappa - parte a Gran Premio International MR Cortez-Mitsubishi (Portela de Sintra > Pêro Pinheiro, cronosquadre)
1ª tappa Volta a Portugal (Maia, cronosquadre)

## Piazzamenti

### Grandi Giri
- Giro d'Italia

2000: 39º
2003: 31º
- Tour de France

2001: 21º
- Vuelta a España

2000: 53º

### Classiche monumento
- Milano-Sanremo

2000: 144º
2002: 98º
- Liegi-Bastogne-Liegi

2000: 52º
2001: 47º
2002: 60º
- Giro di Lombardia

2002: ritirato

### Competizioni mondiali
- Campionati del mondo

Oslo 1993 - In linea Dilettanti: 35º
Palermo 1994 - In linea Dilettanti: 56º
Bogotà 1995 - In linea Dilettanti: 39º
Duitama 1995 - Cronometro Elite: 34º
Lugano 1996 - Cronometro Elite: 13º
Lugano 1996 - In linea Elite: ritirato
Valkenburg 1998 - In linea Elite: ritirato
Verona 1999 - Cronometro Elite: 27º
Verona 1999 - In linea Elite: ritirato
Zolder 2002 - Cronometro Elite: 38º
Zolder 2002 - In linea Elite: 90º
- Giochi olimpici

Atlanta 1996 - In linea: 94º
Atlanta 1996 - Cronometro: 22º
Atene 2004 - In linea: 56º